# Tourbillon de turbulence
Pour les articles homonymes, voir Tourbillon.

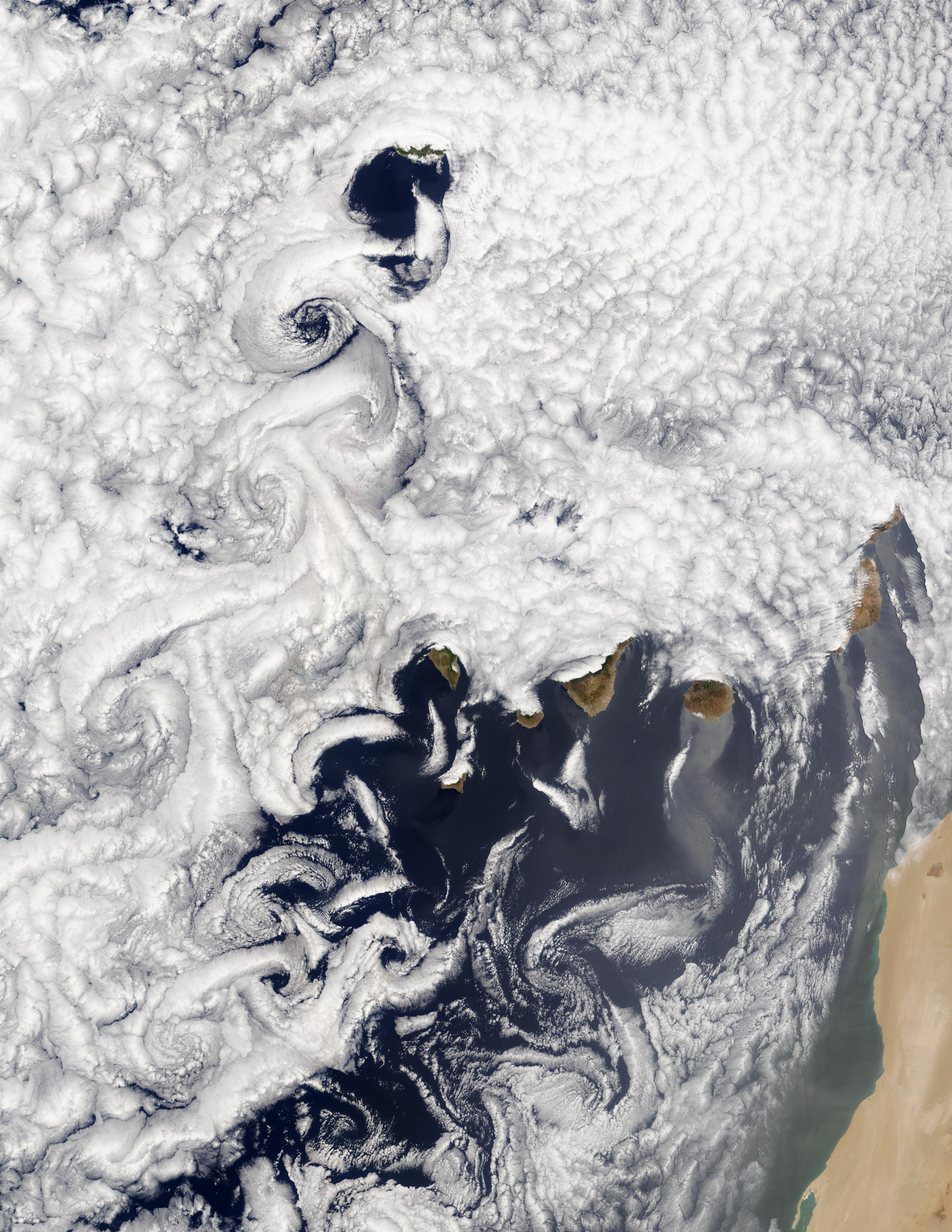
Allées de Karman autour de Madère et des îles Canaries

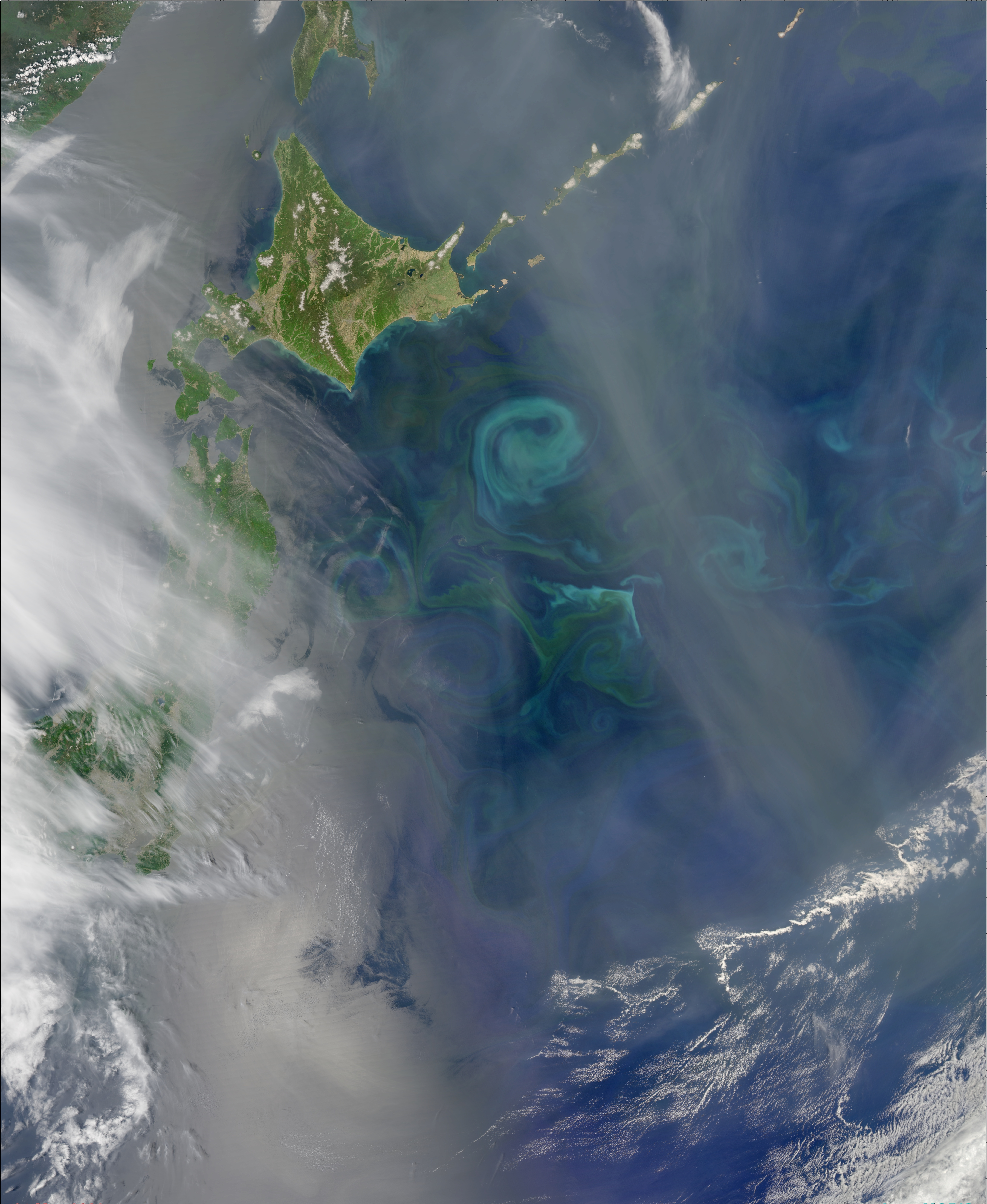
Les courants océaniques de Oya shivo et Kuroshio se rencontrent et donnent un tourbillon de turbulence visible par la concentration du phytoplancton dans le vortex.

Un tourbillon de turbulence est un élément d'une masse fluide turbulente qui a une certaine individualité et une certaine vie qui lui sont propres. Il peut être causé par un obstacle dans le flot créant un contre-courant, par une différence de densité entre deux sections du fluide ou par la rencontre de deux fluides. Les tourbillons de turbulence sont un élément courant en météorologie, en hydrologie et en océanographie.

## Principe
Un fluide homogène se déplaçant à une vitesse constante est dit en écoulement laminaire et toutes ses particules restent stationnaires par rapport aux autres. Lorsqu'un tel fluide rencontre un obstacle, il doit le contourner, ce qui crée une vitesse nulle en aval. Par conservation du mouvement et de masse, les sections contournant l'obstacle vont subir un mouvement inverse vers la portion en vide qui va diminuant avec la distance à ce vide. Ceci donne un contre-courant et l'interaction entre le courant direct et ce dernier entraîne un tourbillon du fluide en aval de l'obstacle par une instabilité de Kelvin-Helmholtz. 
La même chose peut être créée dans un fluide hétérogène. En effet, si la densité du fluide n'est pas uniforme, les zones plus denses se déplaceront par rapport à celles moins denses ce qui produit un tourbillon. La différence de densité peut être due à la variation de température, de salinité, etc. Finalement, la rencontre de deux fluides se déplaçant l'un par rapport à l'autre peut aussi créer un tourbillon car les particules à leur jonction n'ont pas le même mouvement relatif.

## Observation
Ce phénomène est observable dans plusieurs domaines :
Hydrologie
Les remous causés par la configuration des roches et des rives sont des tourbillons de turbulence. Ils peuvent avoir un caractère transitoire ou être relativement stables, selon la variation du courant.
Météorologie
Les rotors en aval de montagnes sont un exemple de tourbillon de turbulence verticale qui est stationnaire tant que le vent persiste dans la même direction en traversant le relief. Les allées de tourbillons de Karman qui donnent des nuages caractéristiques en aval de certaines îles, sont un exemple horizontal.
Océanographie
Il existe des zones tourbillonnaires plus ou moins permanentes. Elles varient en diamètre entre quelques centimètres et des centaines de kilomètres. Ces tourbillons peuvent persister plusieurs mois dans certains cas. Les tourbillons dits stationnaires sont dus à la présence d’obstacles comme une île ou à la rencontre de courants alors que les autres, plus transitoires, sont causés par une variation barocline de température ou de salinité donnant un effet similaire à un front en météorologie. Les tourbillons chauds tournent dans un sens horaire et ceux froids dans un sens antihoraire. 
Ces tourbillons permettent le transport de l'eau de mer ainsi que des nutriments qu'elle contient, et influencent la température de surface de l'atmosphère qui les surplombe. Pour ces raisons, ils sont importants pour la biodiversité en mer et la prévision météorologique.